# Glombosjön
Glombosjön är en sjö i Hudiksvalls kommun i Hälsingland och ingår i Delångersåns huvudavrinningsområde. Sjön är 8,2 meter djup, har en yta på 0,149 kvadratkilometer och är belägen 95,5 meter över havet. Sjön avvattnas av vattendraget Klubboån (Svedjaån).

## Delavrinningsområde
Glombosjön ingår i det delavrinningsområde (684718-154368) som SMHI kallar för Utloppet av Glombosjön. Medelhöjden är 123 meter över havet och ytan är 1,54 kvadratkilometer. Räknas de 22 avrinningsområdena uppströms in blir den ackumulerade arean 98,57 kvadratkilometer. Klubboån (Svedjaån) som avvattnar avrinningsområdet har biflödesordning 2, vilket innebär att vattnet flödar genom totalt 2 vattendrag innan det når havet efter 55 kilometer. Avrinningsområdet består mestadels av skog (77 procent). Avrinningsområdet har 0,15 kvadratkilometer vattenytor vilket ger det en sjöprocent på 9,8 procent.